# Радио-телевизија Косова
Радио-телевизија Косова (РТК; алб. Radio Televizioni i Kosovës) је регионални јавни медијски сервис Косова и Метохије. Седиште се налази у Приштини.

## Историја
Након рата на Косову и Метохији и услед сложене политичке ситуације, некадашња РТС Приштина под управом Србије дефакто је престала с постојањем 1. јуна 1999. након доласка снага КФОР. Након тога, у јуну 1999. УНМИК је основала самосталну РТК, неповезану са некадашњом РТС Приштина, док од 2008. управу над РТК преузима самопроглашена Република Косово.
Радио-телевизија Косова наследила је Радио-телевизију Приштине, која је престала да функционише јула 1990. године. Након што је УНМИК преузела управу над Косовом и Метохијом у јуну 1999. и поново запослила бивше особље РТП-а, РТК је почела са радом 19. септембра 1999. путем аналогног сателита у PAL и SECAM стандардима са дневним двосатним преносом, који се проширио на четири сата до новембра 2000, са програмом углавном на албанском и вестима једном дневно на српском и турском језику. Следећег јула проширио се на седам сати дневно и почео да нуди програме и на бошњачком језику.
Године 2001. РТК је успостављена као независни јавни сервис Уредбом УНМИК-а о радиодифузији. Станицом је првобитно управљала Европска радиодифузна унија како би се дало време за оснивање неполитичког одбора директора. Станица је до краја године била независна од ЕБУ-а. У јануару 2002. отворена је канцеларија у Тирани, а веб-сајт је покренут у јулу. У новембру 2022. отворена је друга канцеларија у Тетову.
Године 2002, када је емитовала 15 сати програма дневно, 35% програма станице је било страног садржаја, са највећим делом локалног програма. Емитоване су вести и извештаји о пословању, као и информације о пољопривреди. Програм је и даље емитован на неколико језика. Од 22. децембра станица је почела да емитује програм 24 сата дневно. Такође 2002. РТК је почела да организује доделу награда.
Радио-пренос РТК почео је у октобру 1999. године преузимањем вишејезичне јавне радио станице Радио-Приштина, која је постала Радио Косова. Године 2000. купљена је мултиетничка омладинска радио-станица, Радио блу скај.
РТК је 2013. године увела нови лого и нови корпоративни идентитет по први пут након 14 година од 1999. године. Такође је основана ТВ станица намењена националним мањинама под називом РТК 2, а тиме је сав садржај на језицима мањина премештен са РТК 1 на РТК 2.
Године 2014. РТК је основао две нове ТВ станице: РТК 3 са претежно информативним програмом, као и РТК 4 који приказује уметност и документарни програм.
Новинари РТК су током 2015. године више пута протестовали против политичког мешања, све до тражења смене главних уредника због опструкција и цензуре.

## Језици
Радио-телевизија Косова производи садржај на пет језика: албанском, српском, бошњачком, турском и ромском језику.

## Радио
РТК поседује следеће радио-станице:
- Радио Косово, на албанском језику
- Радио Косово 2, на српском, бошњачком, турском и ромском језику

## Телевизија
РТК поседује следеће телевизијске станице:
- РТК 1, на албанском језику
- РТК 2, на српском, бошњачком, турском и ромском језику
- РТК 3, на албанском језику
- РТК 4, на албанском језику
- РТК 1 Сат, на албанском језику